# Загре, Абдель
Абдель Рашид Нуфу Загре (фр. Abdel Rachid Noufou Zagré; род. 9 марта 2004, Бобо-Диуласо) — буркинийский футболист, нападающий клуба «Равенна».

## Карьера

### «Сьон»
Воспитанник буркинийской футбольной академии «Жёнесс Эспуар де Конса». Позже футболист присоединился к буркинийскому клубу «АСФ Бобо-Диуласо», за который футболист в 2020 году стал выступать за основную команду. В 2021 году футболист присоединился к буркинийскому клубу «Рэйл Клаб дю Кадиого», вместе с которым стал победителем чемпионата. В мае 2022 года футболистом стали интересоваться несколько европейских клубов, среди которых были «Базель» и бельгийский «Андерлехт». В июле 2022 года футболист перешёл в швейцарский «Сьон», заключив четырёхлетний контракт. Футболист сразу же отправился выступать за вторую команду клуба. Дебютировал за клуб футболист 6 августа 2022 года в матче против клуба «Коффрейн», выйдя на поле в стартовом составе. Дебютным забитым голом за клуб футболист отличился 20 августа 2022 года в матче против клуба «Натерс». За основную команду клуба футболист дебютировал 18 марта 2023 года против клуба «Грассхоппер», выйдя на замену на 80 минуте. По итогу сезона футболист вместе с клубом завершил чемпионат на последнем месте, отправившись в стыковые матчи, по итогу которых вылетели в Челлендж-лигу. Всего за сезон футболист за вторую команду клуба отличился 9 забитыми голами.
В начале нового сезона футболист начинал подготавливаться с основной командой клуба. Первый матч в новом сезоне футболист сыграл 23 июля 2023 года в матче против лихтенштейнского клуба «Вадуц», выйдя на замену на 83 минуте. Также футболист продолжил выступать и за молодёжную команду клуба, первый матч за которую сыграл 6 августа 2023 года против клуба «Порталбан/Глеттеренс», выйдя на поле в стартовом составе и отличившись также забитым голом. Дебютным забитым голом за основную команду клуба футболист отличился 31 октября 2023 года в матче Кубка Швейцарии против клуба «Онекс». Вместе с клубом футболист дошёл до полуфинала Кубка Швейцарии, где в матче 27 апреля 2024 года уступили клубу «Лугано». По итогу сезона футболист вместе с клубом стал победителем чемпионата. На протяжении сезона футболист выступал за клуб в роли игрока замены, полноценно так и не закрепившись в основной команде, отличившись своим единственным забитым голом. За вторую команду клуба футболист успел отличиться 5 забитыми голами.

### «Сакарьяспор»
В июле 2024 года футболист перешёл в турецкий клуб «Сакарьяспор». Дебютировал за клуб футболист 9 августа 2024 горда в матче против клуба «Кечиоренгюджю», выйдя на поле в стартовом составе. Однако футболист в скором времени потерял место в стартовом составе и вскоре вообще выбыл из распоряжения основной команды турецкого клуба. В сентябре 2024 года футболист покинул турецкий клуб, расторгнув контракт по соглашению сторон. На протяжении данного отрезка сезона футболист результативными действиями не отличился.

### «Равенна»
В январе 2025 года футболист на правах свободного агента присоединился к итальянскому клубу «Равенна». Дебютировал за клуб футболист 26 января 2025 года в матче против клуба «Пистойезе», выйдя на замену на 70 минуте. Первым результативным действием за клуб футболист отличился 23 февраля 2025 года в матче против клуба «Юнайтед Риччоне». Дебютным забитым голом за клуб футболист отличился 12 марта 2025 года в финале Кубка Италии Серии D против клуба «Гуидония-Монтечельо», став обладателем титула. Дебютным забитым голом в чемпионате футболист отличился 13 апреля 2025 года в матче против клуба «Фьоренцуола». По итогу сезона футболист вместе с клубом стал серебряным призёром чемпионата в своей группе, отправившись в раунд плей-офф. Вместе с клубом футболист вышел в финал раунда плей-офф, где 25 мая 2025 года победили клуб «Тау». На протяжении сезона футболист выступал за клуб в роли одного из ключевых игроков, отличившись 3 забитыми голами и результативной передачей во всех турнирах.

## Международная карьера
В феврале 2021 года был вызван в молодёжную сборную Буркина-Фасо до 20 лет. Дебютировал за сборную 15 февраля 2021 года в Кубке африканских наций до 20 лет против сборной Туниса.
В марте 2022 года был вызван в национальную сборную Буркина-Фасо для участия в товарищеских матчах против Косово и Бельгии.

## Достижения
«Рэйл Клаб дю Кадиого»
- Чемпион Буркина-Фасо: 2021/22

«Сьон»
- Победитель Челлендж-лиги: 2023/24

«Равенна»
- Обладатель Кубка Италии (Серия D): 2024/25